# Auensteiner-Radsporttage
Les Auensteiner-Radsporttage, littéralement « journées du cyclisme d'Auenstein », est une course cycliste sur route féminine par étapes créée en 2014. Elle se déroule à Auenstein, près d'Heilbronn, et est classée 2.2.

## Palmarès
| Année | Vainqueur        | Deuxième          | Troisième            |
| ----- | ---------------- | ----------------- | -------------------- |
| 2014  | Lisa Brennauer   | Martina Ritter    | Trixi Worrack        |
| 2015  | Ashleigh Moolman | Sabrina Stultiens | Polona Batagelj      |
| 2016  | Ashleigh Moolman | Lisa Brennauer    | Annemiek van Vleuten |